# Montgomery County (Kansas)
Montgomery County je okres ve státě Kansas v USA. K roku 2010 zde žilo 35 471 obyvatel. Správním městem okresu je Independence. Celková rozloha okresu činí 1 687 km². byl pojmenován podle Richarda Montgomeryho.